# Arxiu Nacional del Brasil
L'Arxiu Nacional (portuguès: Arquivo Nacional) és l'element central del sistema de gestió de documents d'arxius (SIGA) de Brasil, creat el 2 de gener de 1838 mitjançant la Llei d'Arxius (Llei 8.159) de 8 de gener de 1991 li atribuí la funció d'organitzar, guardar, preservar, donar accés i divulgar el patrimoni documental del Govern Federal, servint a l'Estat i als ciutadans. El patrimoni de l'Arxiu Nacional conté 55 km de documents textuals; 2.240.000 fotografies i negatius; 27.000 il·lustracions, caricatures; 75.000 mapes i plantes; 7.000 discos i 2.000 cintes àudio-magnètiques; 90.000 rotllos de films i 12.000 cintes vídeo-magnètiques. Té també una biblioteca especialitzada en història, arxivística, ciències de la informació, dret administratiu i administració pública amb prop de 43.000 títols de llibres i llibrets, 900 periòdics i 6.300 obres rares.

### Alguns documents de l'Arxiu Nacional

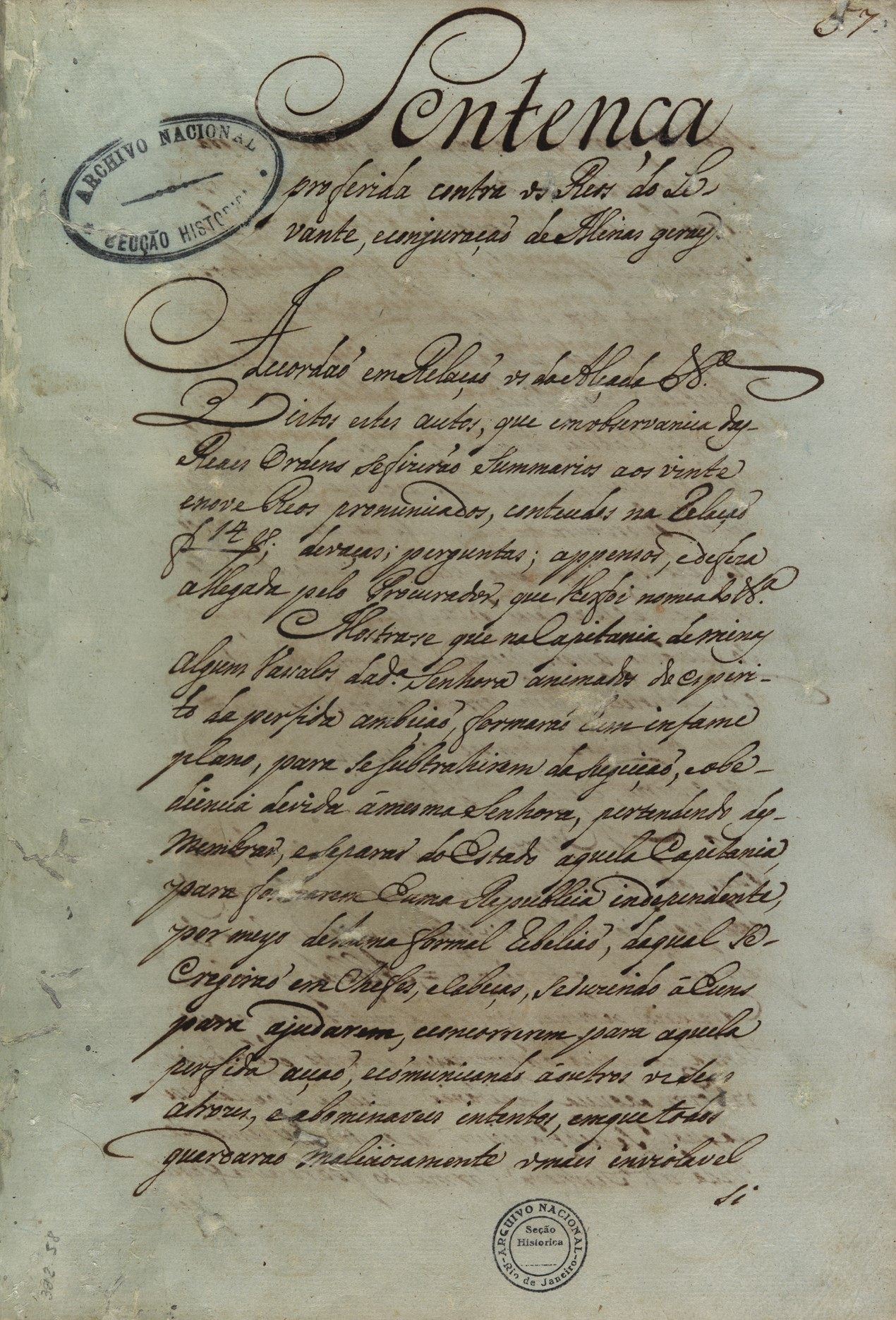
Sentència proferida contra de la Conjuració Minera, 1792.
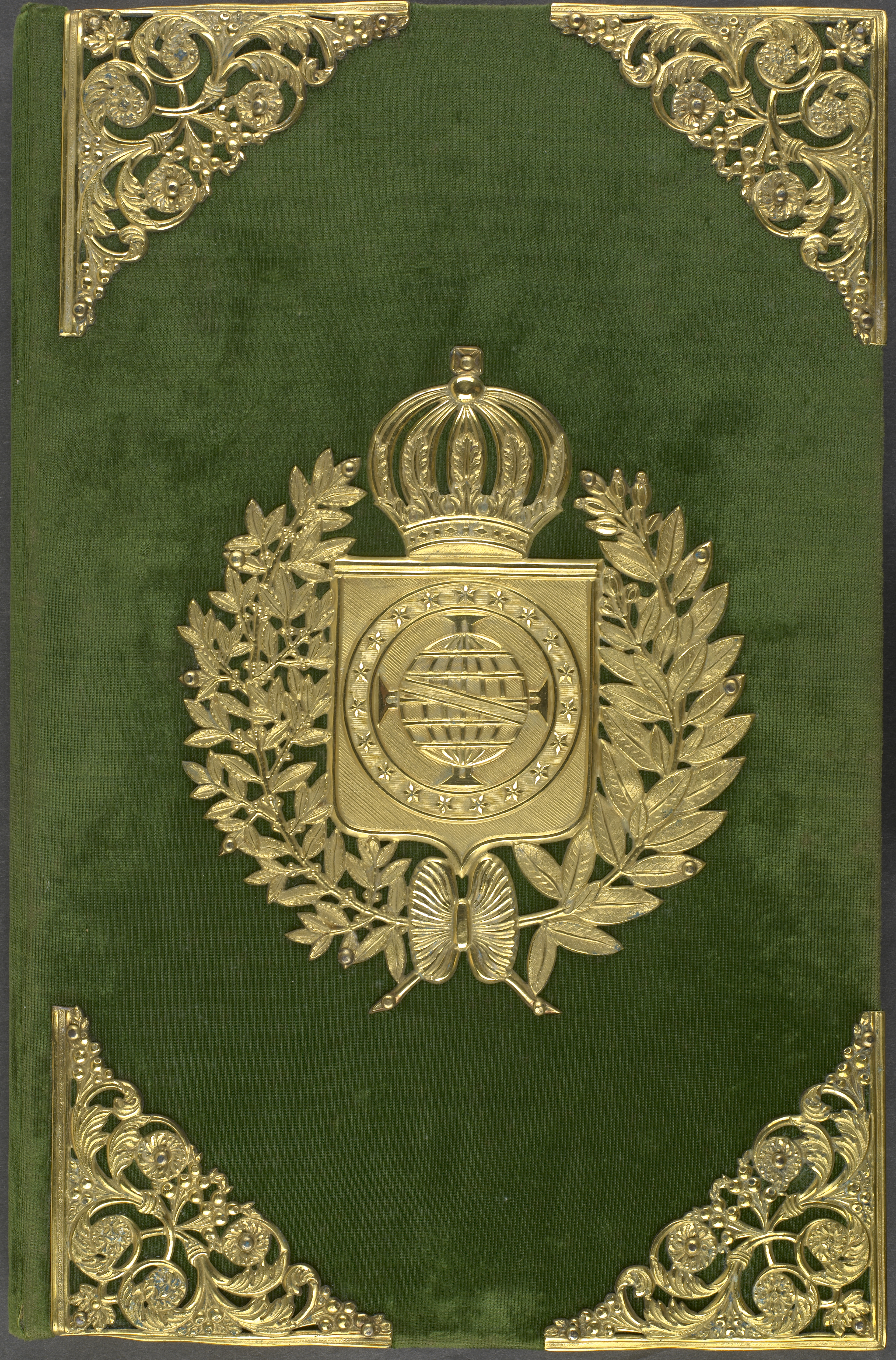
Constitució de l'Imperi del Brasil, 1824.
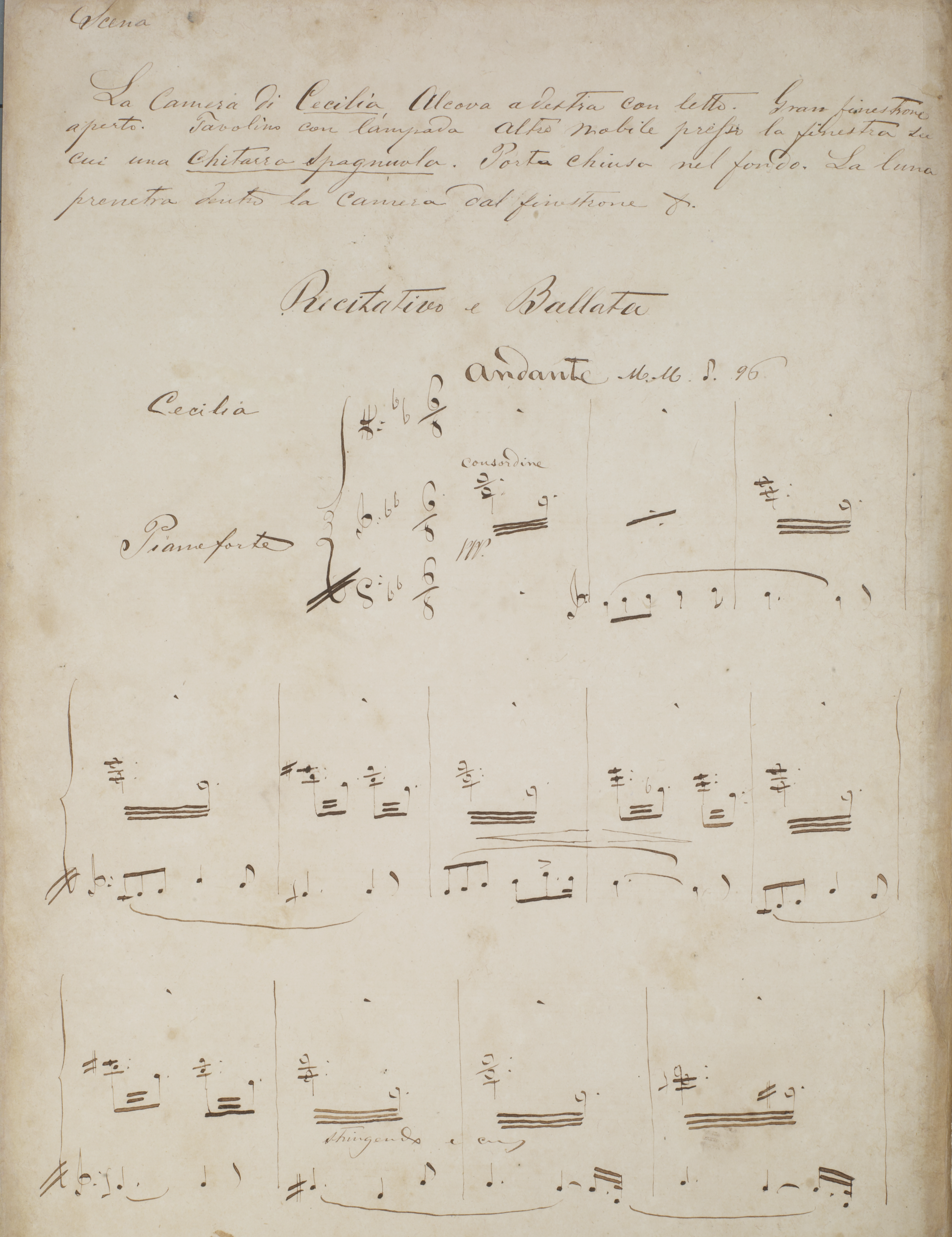
Part de l'Òpera El Guaraní, de Carlos Gomes, 1866.
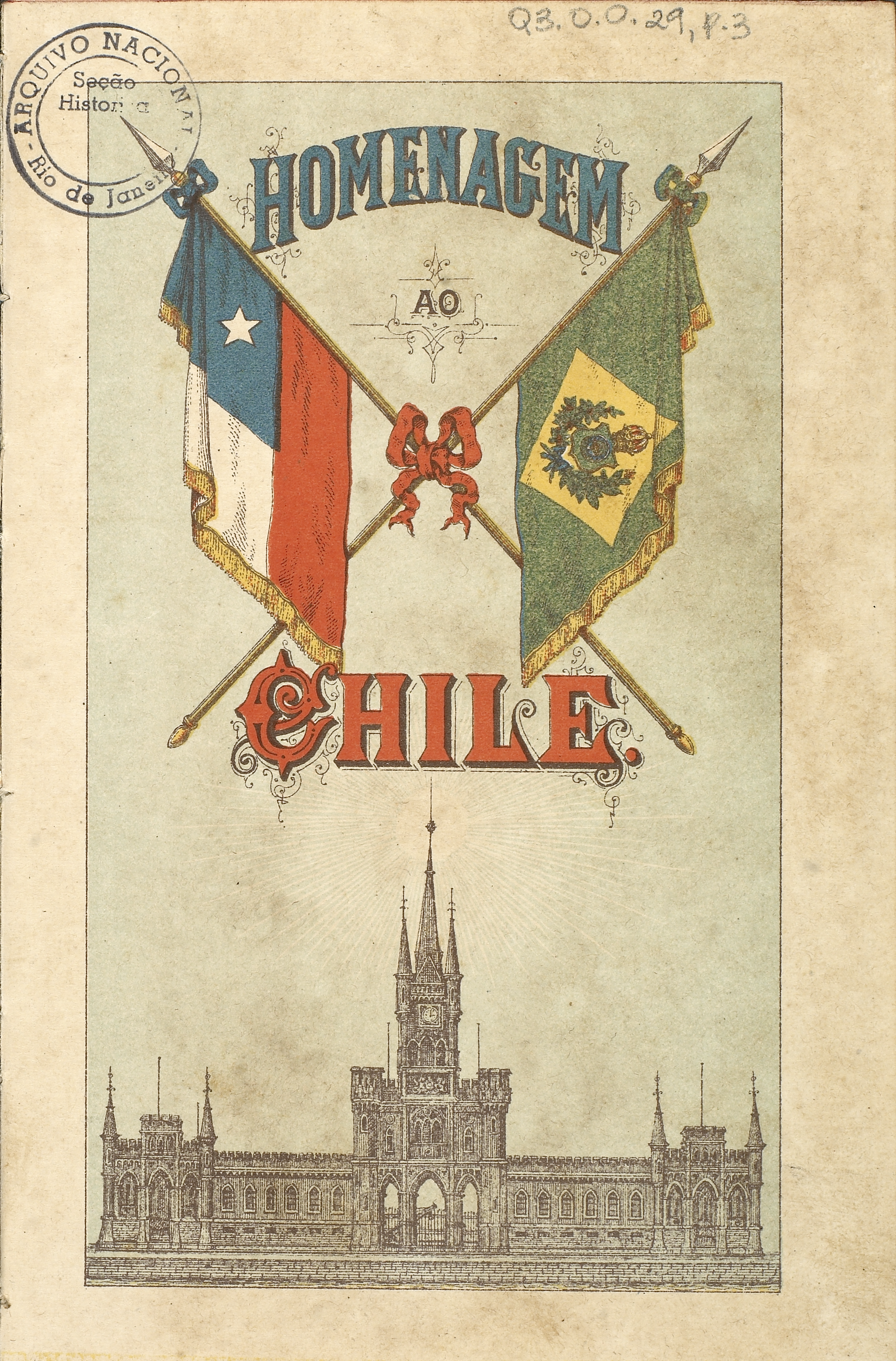
El menú de la darrera festa a l'Illa Fiscal, 1889.
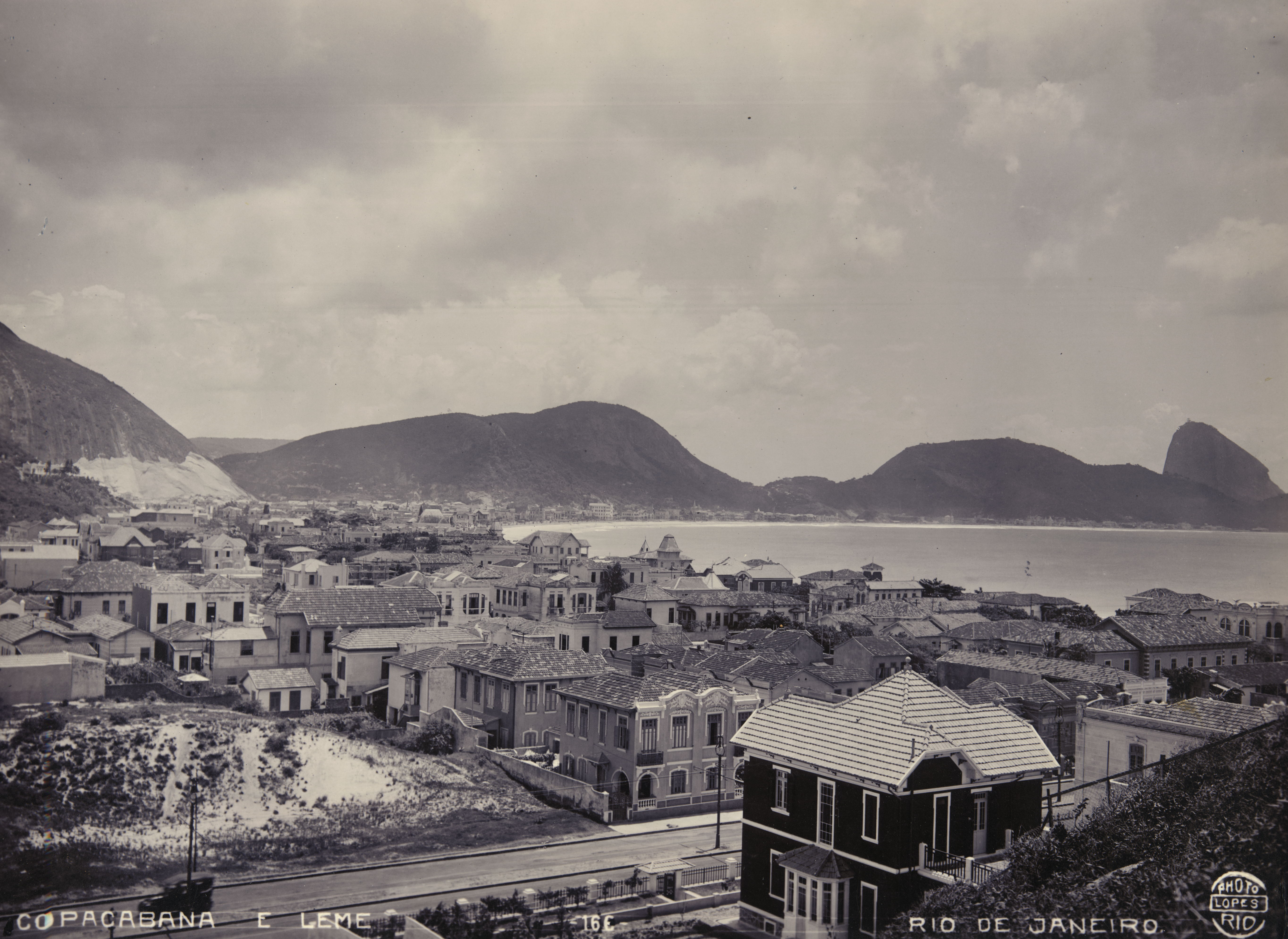
Barris de Copacabana i Leme, Rio de Janeiro, a principi del segle XX.
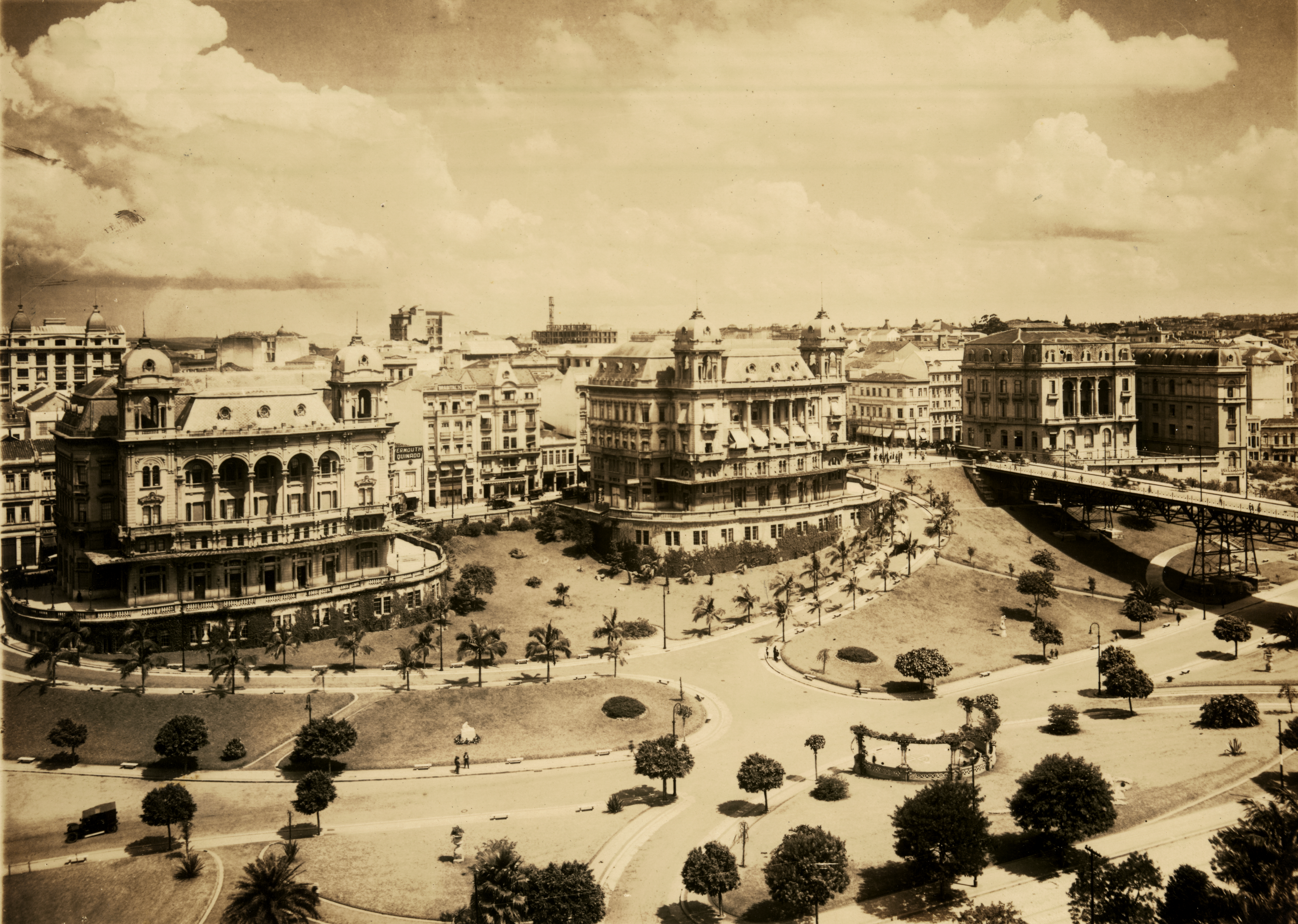
Valle de l'Anhangabaú, Sant Pau, a principis del segle XX.
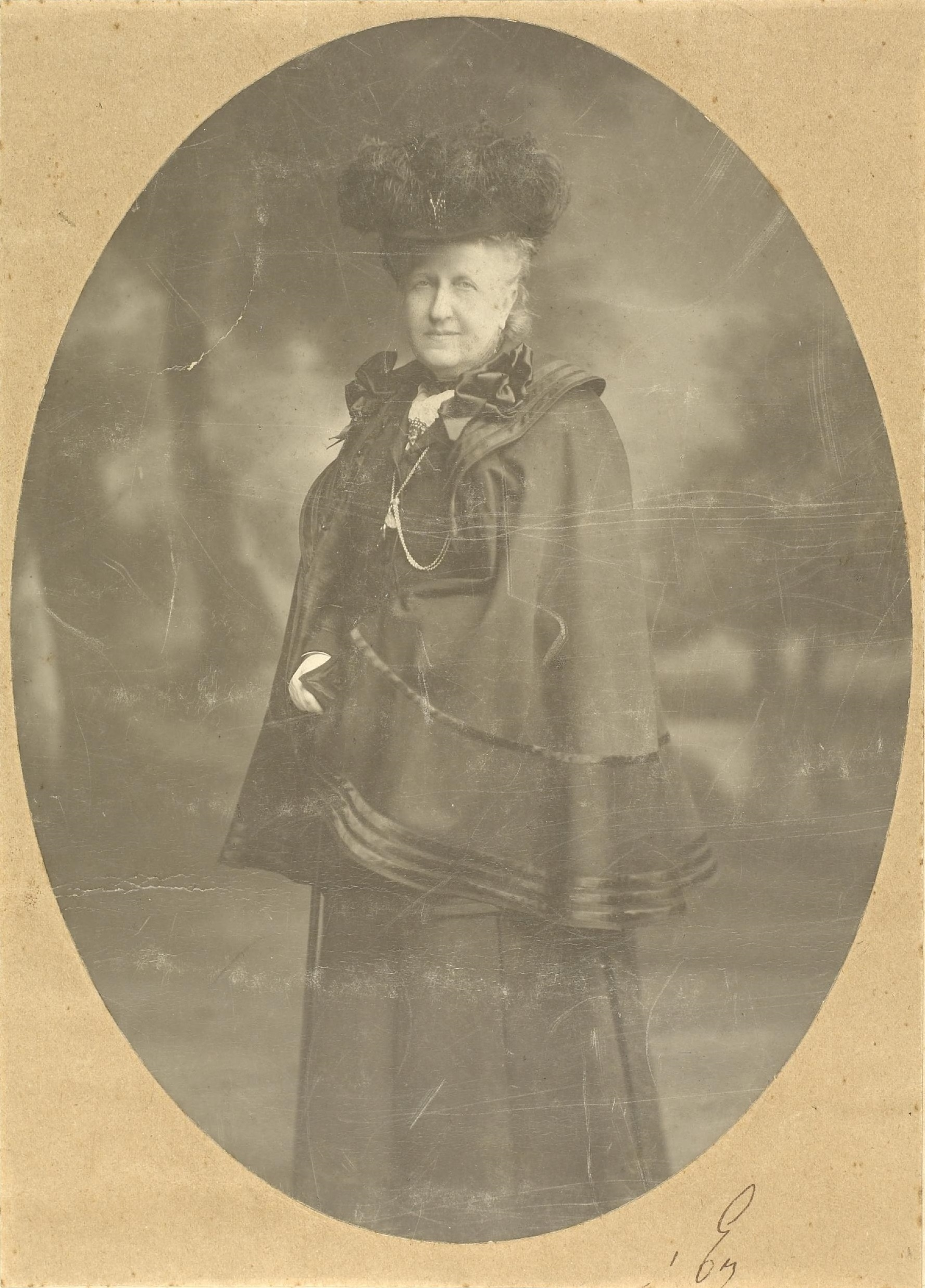
La princesa Isabel, 1906.
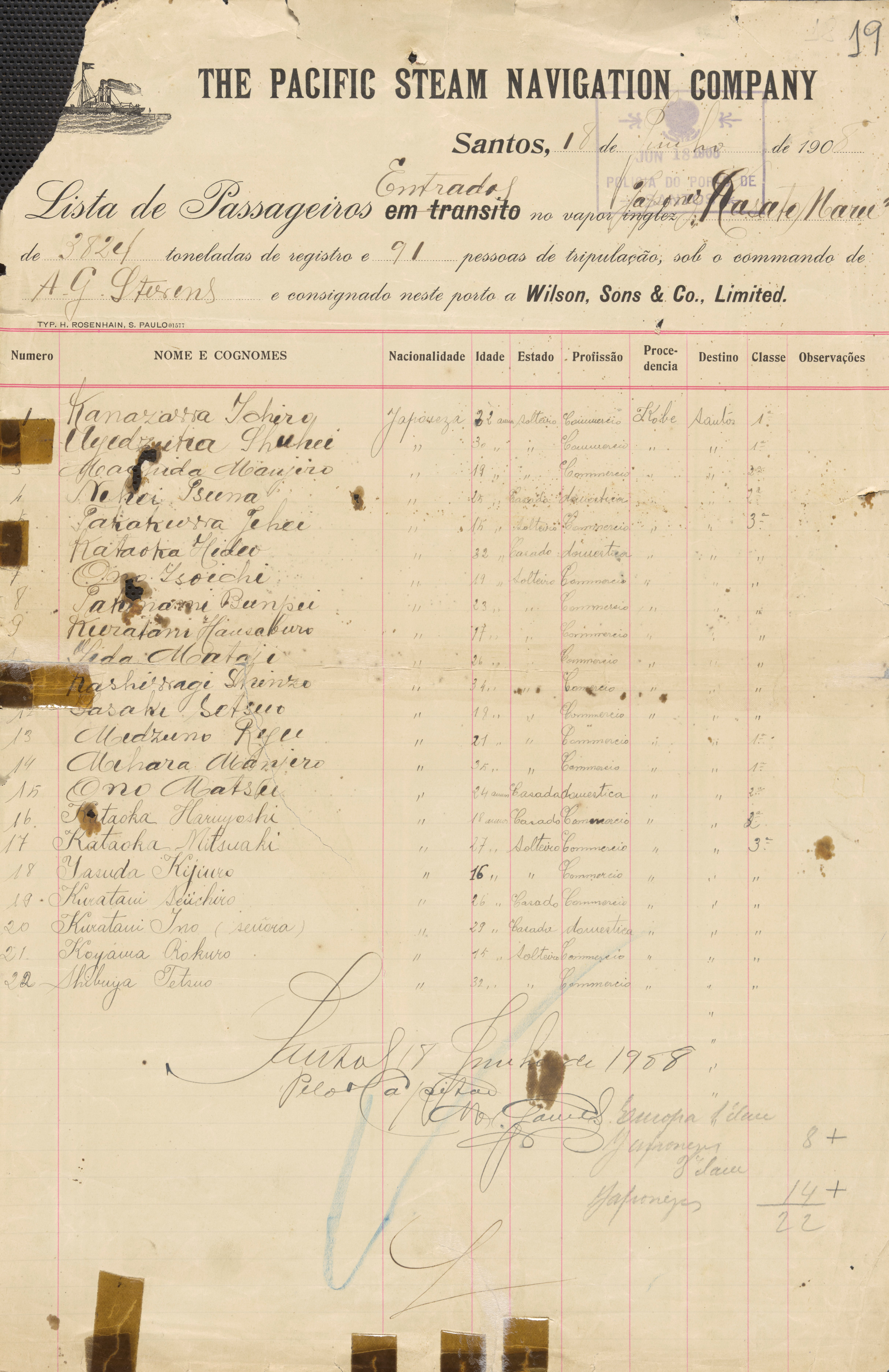
Llista de passatgers del Kasato Maru portant els primers immigrants japonesos per a Brasil, 1908.
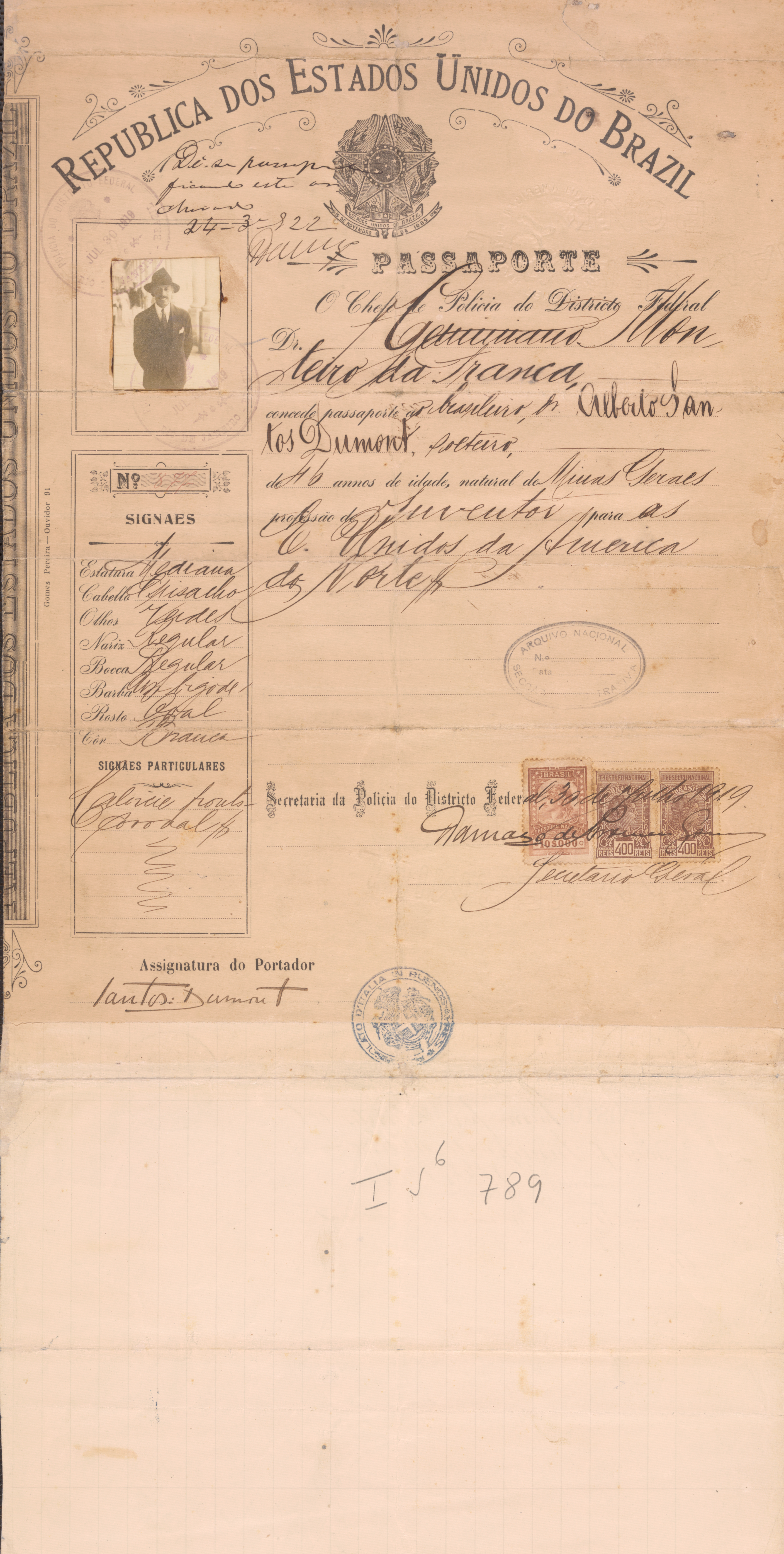
Passaport de Santos-Dumont, 1919.
El president Artur Bernardes i els seus ministres d'Estat, 1922.
Plànol del primer pis del Palau Monroe, 1924.
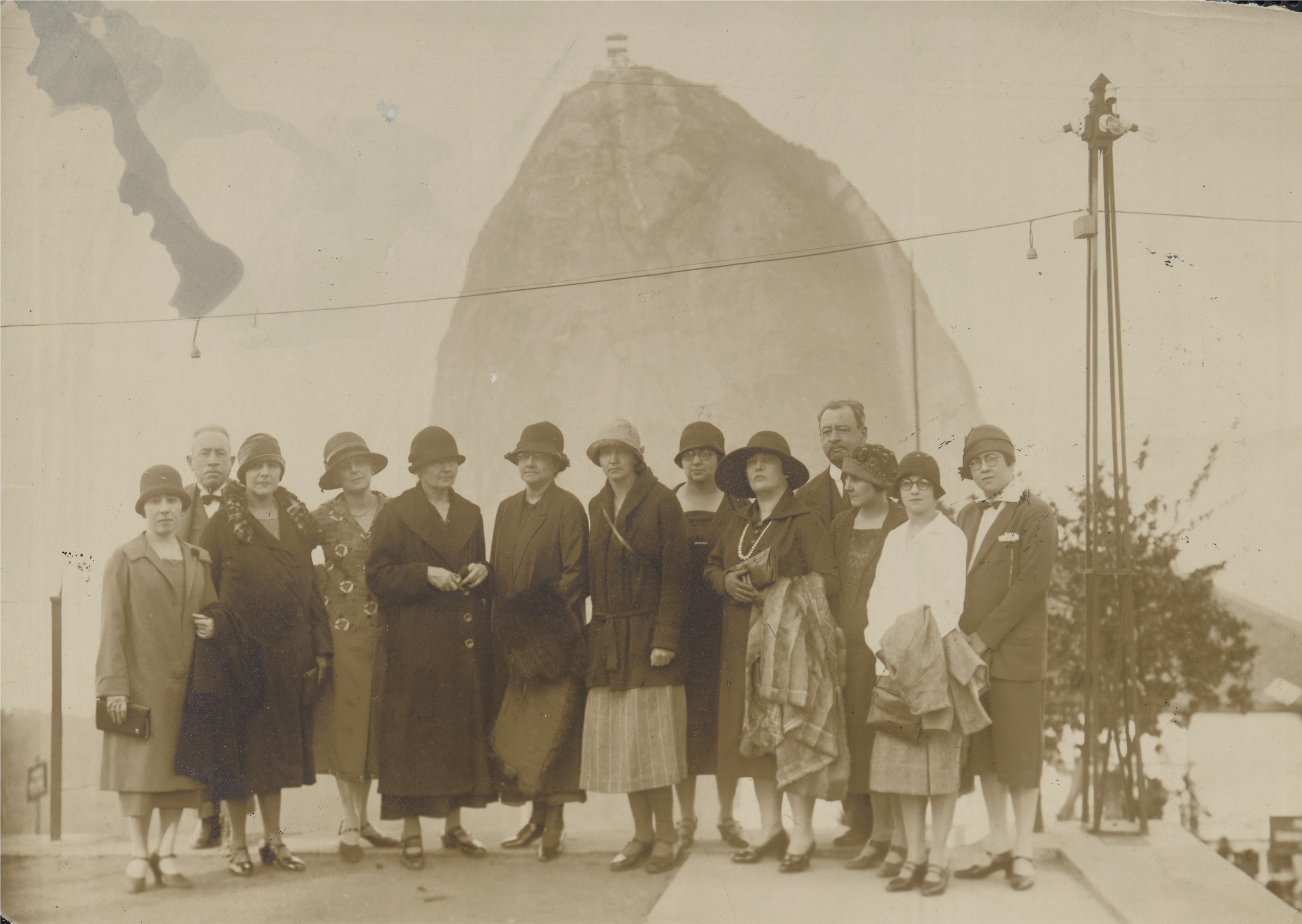
Marie Curie i membres de la Federació per al Progresso Feminino, Rio de Janeiro, 1926.
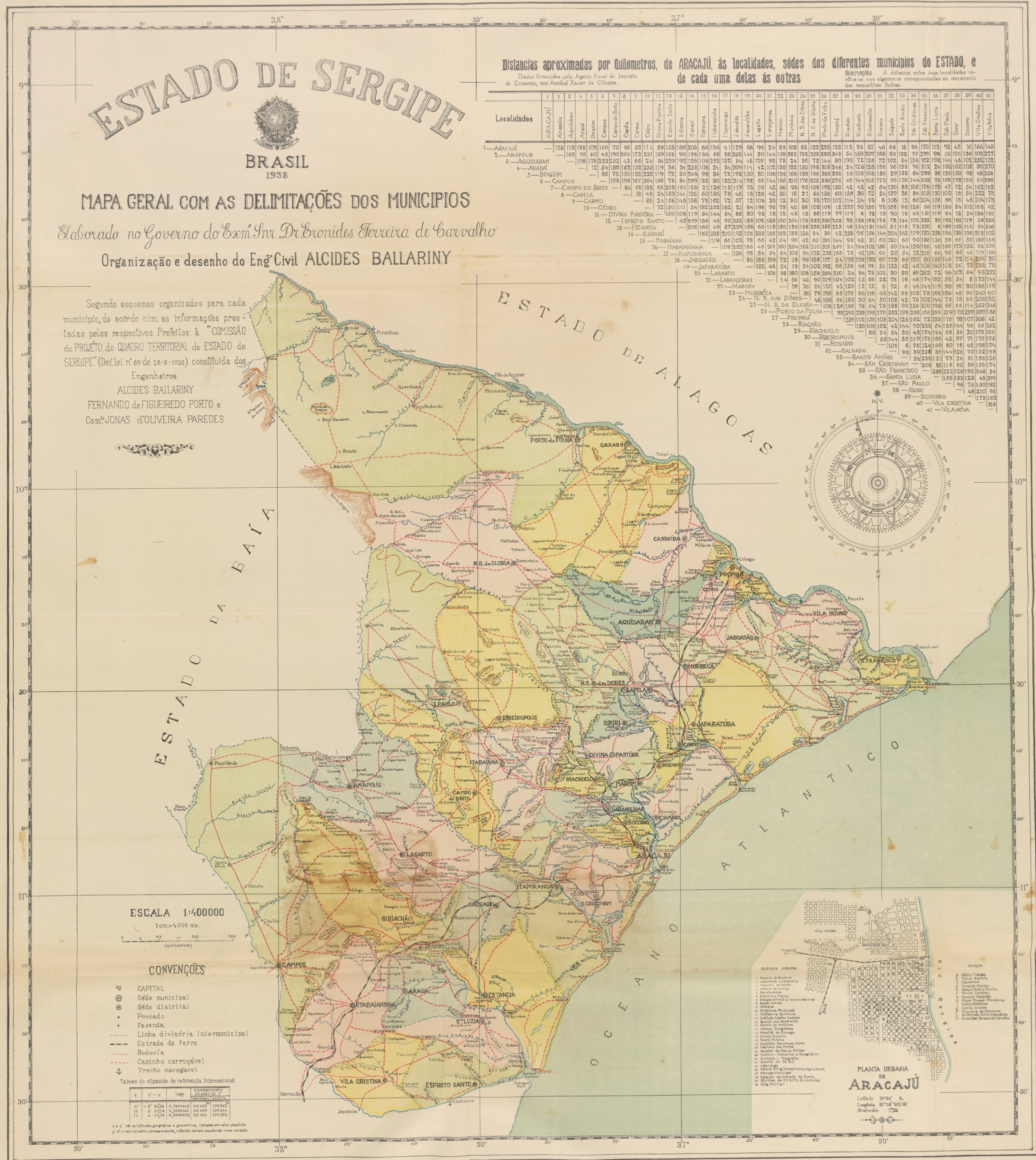
Mapa de l'estat de Sergipe, 1937.
Inauguració del Estadi Maracanã, 1950.